# Каменикова, Валентина
Валентина Каменикова (чеш. Valentina Kameníková, урождённая Валентина Михайловна Вакс; 20 декабря 1930, Одесса — 29 ноября 1989) — чешская пианистка и музыкальный педагог украинско-еврейского происхождения.

## Биография
Начала заниматься музыкой в школе Петра Столярского. В 1941 году вместе с семьёй была эвакуирована в Сибирь, где не имела возможности заниматься музыкой. Вернувшись в Одессу в 1948 году, возобновила занятия и в 1954 году окончила Одесскую консерваторию. В 1954—1957 годах училась в аспирантуре Московской консерватории у Генриха Нейгауза. Выйдя замуж за чешского валторниста Ярослава Каменика, в 1957 году переехала в Прагу, где и провела оставшуюся часть жизни. В 1959—1961 годах совершенствовала своё исполнительское мастерство под руководством Франтишека Рауха. С 1963 года преподавала в Пражской консерватории, с 1970 года — доцент Академии музыкального искусства; среди её учеников Иван Клански. Осуществила более 50 записей для лейбла Supraphon, из которых наибольшим признанием пользовались произведения Вольфганга Амадея Моцарта и П. И. Чайковского.